# Stenophylax mucronatus
Stenophylax mucronatus là một loài Trichoptera trong họ Limnephilidae. Chúng phân bố ở miền Cổ bắc.